# Kitzburg (Wermelskirchen)
Kitzburg (auch Kitschburg) ist ein Gebäude an der Kölner Straße 12 im Zentrum von Wermelskirchen. Der Name Kitzburg stammt laut Volksmund von einem Wilddieb, der dort Rehkitze geschlachtet haben soll. Es gab auch anderswo Gebäude mit der Bezeichnung Kitzburg, etwa in Köln-Lindenthal, Kapellensüng und Walberberg.
Das Haus wurde im Jahre 1796 von der katholischen Kirchengemeinde gekauft und als Schulhaus genutzt. Es trug im Jahre 1802 die Hausnummer 170. Bewohnt wurde es in dieser Zeit von dem Lehrer Josef Werner, der eine Tochter des Amtsverwalters Carl Philipp von Schatte heiratete.
Im Urkataster von 1830 besitzt das Haus den Kataster-Artikel 360. Im Jahr 1835 verkaufte Bürgermeister Marseille das Haus an Abraham Küpper für 284 Taler. 1854 waren die Erben die von Stein von der Wirtsmühle in Wermelskirchen Miteigentümer. Bei der Erbteilung derer von Stein 1859 umfasste der Besitz unter anderem Häuser zur Kitzburg, Wirtsmühle, Heiligenborn im Wert von insgesamt 39.524 Talern.
Weitere Besitzer waren 1866 Friederich Ising, 1894 Carl Kaiser, 1900 Johann Eiberg, 1929 Alfred Straßweg, Malermeister und ehemaliger Kreisleiter der NSDAP, 1930 Robert Breidenbach, Werkmeister und Therese Geldhaus, Kauffrau, 1942 Walter Müller.
In den 1970er Jahren war der Abriss der Kitzburg vorgesehen, er wurde aber nicht durchgeführt, sodass das Haus noch heute steht.